# Liste des chefs militaires de la guerre de Cent Ans
Classement alphabétique des principaux capitaines des différents camps de la guerre de Cent Ans
angl. : anglais ; arm. : armagnac ; bourg. : bourguignon ; bret. : breton ; cas. : castillan ; éc. : écossais ; fr. : français ; navar. : navarrais (désignation des camps, non des origines)
- Haut – A
- B
- C
- D
- E
- F
- G
- H
- I
- J
- K
- L
- M
- N
- O
- P
- Q
- R
- S
- T
- U
- V
- W
- X
- Y
- Z

## A
- Charles Ier d'Albret, comte de Dreux (fr.):, connétable de France
- Jean d'Arc (fr.), compagnon de Jeanne
- Jeanne d'Arc (fr.)
- Pierre d'Arc(fr.), compagnon de Jeanne
- Bernard VII, comte d'Armagnac (fr./bret. (Blois)), connétable de France
- Philippe d'Artois (1358-1397) (fr.), connétable de France
- Arnoul d'Audrehem, Maréchal de France (fr.)

## B
- Arnault Guilhem de Barbazan
- Thomas de Beauchamp (ang.), Maréchal d'Angleterre
- Édouard Ier de Beaujeu, Maréchal de France (fr.)
- Edmond Beaufort, comte de Somerset
- Nicolas Béhuchet, "capitaine général de l'armée de mer "(amiral de France) (fr.)
- Guillaume Boitel, simple Chevalier, général de Charles V de France et principal lieutenant de Bertrand Du Guesclin, commandant son avant-garde tout au long de sa carrière.
- Robert VIII Bertrand de Bricquebec, Maréchal de France (fr.)
- Bernard de Brocas, Connétable d'Aquitaine (ang.)
- Olivier de Brocas, Grand Sénéchal de Guyenne, Gouverneur de Bordeaux (ang.)
- Jehan de Boisgibault, chevalier
- Jacques Ier de Bourbon-La Marche, connétable de France (fr.)
- Robert de Bracquemont, amiral de France et d'Espagne
- Pierre de Bréban, dit Clignet, amiral de France (fr.)
- Gautier VI de Brienne, connétable de France (fr.)
- Raoul Ier de Brienne, connétable de France (fr.)
- Raoul II de Brienne, connétable de France (fr.)
- Jean de Brosse, maréchal de France (fr.)
- Jean de Bueil, amiral de France (fr.)
- Jean Bureau (fr.), maître artilleur du Roi

## C
- Arnaud de Cervole, chef de Grandes compagnies
- Charles de La Cerda, (fr./cas.) Connétable de France
- Louis de La Cerda, (fr./cas.) Amiral de France
- Antoine de Chabannes
- John Chandos (ang.)
- Claude de Chastellux, Maréchal de France (fr.)
- Guy Ier de Clermont de Nesle, Maréchal de France (fr.)
- Jean de Clermont, Maréchal de France (fr.)
- Raoul II de Clermont, connétable de France (fr.)
- Olivier de Clisson, connétable de France
- Prigent VII de Coëtivy, amiral de France (fr.)
- Édouard de Courtenay, (ang.) Amiral de France
- Louis de Culant, Amiral de France (fr.)
- Philippe de Culant, Maréchal de France (fr.)

## D
- Jacques Dampierre (fr.)
- Jean de Dunois (fr.)
- Antonio Doria (it.) Amiral de France
- Archibald Douglas (3e comte de Douglas) dit Le hideux (éc.)
- Archibald Douglas (4e comte de Douglas) ) duc de Touraine, lieutenant général de la France (†1424 Verneuil) (éc.)
- Archibald Douglas (5e comte de Douglas) duc de Touraine, comte de Longueville, dit Victon près son comté écossais de Wigtown. (éc.)
- William Douglas (1er comte de Douglas) (éc.)

## F
- John Fastolf, (ang.)
- Robert de Fiennes, connétable de France (fr.)
- Guillaume de Flavy, (fr.)

## G
- Geoffroy Tête Noire
- Raoul de Gaucourt (fr.)
- Louis Giribaut (fr.)
- Matthieu Goth (ang.)
- Jean de Grailly, captal de Buch (ang., navar.)
- Perrinet Gressart, routier (ang./bourg.)
- Henry de Grosmont, (ang.) vice-régent du duché de Gascogne, duc de Lancastre
- Bertrand Du Guesclin (fr.), connétable de France

## H
- Rogues de Hangest, maréchal de France
- Geoffroy d'Harcourt (ang.), Maréchal d’Angleterre

## K
- Tugdual de Kermoysan
- Robert Knolles (ang.)
- Sir Thomas Kyriell (ang.)

## L
- Ambroise de Loré (fr.), prévôt de Paris
- André de Lohéac (fr.), Maréchal de France
- Charles II de Lorraine (fr.), connétable de France

## M
- Jean Malet, grand maître des arbalétriers (fr.)
- Jean IV de Mauquenchy, Maréchal de France (fr.)
- Aymerigot Marchès, Routier Français (fr.)
- Wauthier de Masny, amiral de la flotte anglaise
- Jean Ier Le Meingre, Maréchal de France (fr.)
- Jean II Le Meingre, Maréchal de France (fr.)
- Jean II de Melun, comte de Tancarville
- Enguerrand de Mentenay, (fr.) Amiral de France
- Thomas Montaigu, comte de Salisbury (ang.)
- Jacques de Montberon (fr.):, Maréchal de France
- Charles de Montmorency, (fr.):, Maréchal de France
- Gilbert Motier de La Fayette, Maréchal de France (fr.)

## N
- Jean de Nanteuil, Amiral de France
- Guillaume II, vicomte de Narbonne
- Aymeri VI (parfois dit "Amaury X"), vicomte de Narbonne, Amiral de France

## P
- Jeannet de Poix, (fr.) Amiral de France
- Jean Poton de Xaintrailles (fr.)
- William de la Pole, (ang.)
- François de Perilleux(fr.) (cas. Francisco de Perellos) Amiral de France

## Q
- Hugues Quieret, Amiral de France

## R
- Gilles de Rais(fr./bret.), Maréchal de France
- Charles de Recourt(fr.), Amiral de France
- Pierre Flotte de Revel(fr.), Amiral de France
- Arthur de Richemont (fr./bret.), connétable de France, puis duc de Bretagne
- Jean II de Rieux(fr.), Maréchal de France
- Pierre de Rieux(fr.), sire de Rochefort, Maréchal de France
- Jean Ier de Rohan(fr.)
- Pierre de Rostrenen

## S
- Louis de Sancerre, (fr.) Connétable de France
- Fernando Sánchez de Tovar, (cas.), Amiral de Castille, commandant d'une flotte franco-castillane.
- Thomas de Scales, (ang.)
- Amaury de Sévérac, (fr.) Maréchal de France.
- John Stuart de Buchan connétable de France (éc.)
- John Stuart de Darnley connétable de l'armée d'Écosse (éc.)
- Ralph de Stafford, (ang.)
- François de Surienne (ang.)

## T
- John Talbot (ang.)
- Mathieu III de Trie, (fr.) Maréchal de France
- Renaud de Trie, (fr.) Amiral de France

## V
- Antoine de Vergy, Maréchal de France
- Jean de Vienne (fr.), Amiral de France
- Étienne de Vignolles, dit La Hire (fr.), homme de guerre, compagnon de Jeanne d'Arc
- Pierre le Bègue de Villaines (fr./cas.), chef de Grandes compagnies
- Jean de Villiers de L'Isle-Adam Maréchal de France
- Rodrigue de Villandrando (cas.), chef de Grandes compagnies

## W
- Édouard de Woodstock, dit le Prince Noir (ang.), prince héritier d'Angleterre, prince de Galles et duc de Cornouailles, prince d'Aquitaine
- Robert de Waurin, Maréchal de France

## X
- Jean Poton de Xaintrailles (fr.), Maréchal de France